# Ventriloquía

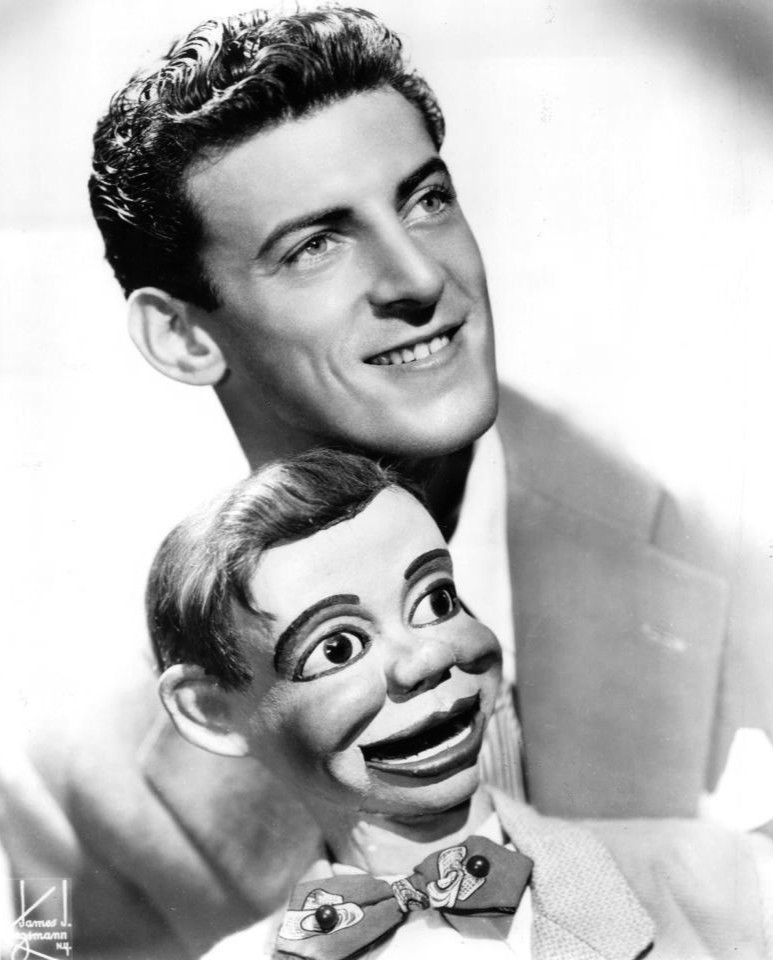
Un ventrílocuo, Paul Winchell, con su muñeco.

La ventriloquía (palabra derivada de ventrílocuo, que a su vez proviene del latín ventrilocuus, «el que habla con el vientre») es el arte de modificar la voz para imitar otras voces u otros sonidos. Dado que la ventriloquía está orientada al mundo del espectáculo, forma parte de la brillantez de la actuación el que la emisión de voz se haga de la forma más discreta posible, esto es, que el ventrílocuo sea capaz de dar voz al muñeco sin mover, o casi sin mover, los labios, de modo que una vez proyectada la voz, parezca originarse efectivamente en el propio muñeco. En un principio se pensó que era el resultado de un uso poco corriente del estómago durante la inhalación, y de ahí su nombre del latín venter, «estómago» y loqui, «hablar».
La práctica de la ventriloquía se realiza casi siempre mediante un diálogo, generalmente cómico o sarcástico, entre una persona y un muñeco al que aquel le presta la voz. 

## Práctica
La ventriloquía se ejecuta mediante una vocalización muy disimulada, dada casi siempre a través de la boca entreabierta y con el mínimo movimiento de labios posible, y usualmente procurando que la propia actuación aparte la atención de los espectadores del operador y la centre en el muñeco. Este método presenta una lógica dificultad para producir consonantes labiales (f, b o v, p y m), lo cual suele resolverse evitando palabras que las contengan, o bien sustituyendo las consonantes por sonidos similares (como z, d, t y n). A causa de esto, los personajes suelen interpretarse con acentos y maneras de hablar exageradas que ayuden a cubrir esta carencia.

## Historia
Se han encontrado restos de ventriloquía en el arte egipcio y en la arqueología hebrea. Euricles de Atenas, el primer ventrílocuo del que se tiene noticia, se hizo tan famoso que los ventrílocuos griegos fueron llamados los eurycleides, además de ser conocidos como engastrímanteis, es decir,  "profetas de la barriga".[cita requerida]
En Francia, el primer ventrílocuo conocido fue Louis Brabant en el siglo XVI.[cita requerida]
La técnica se perfeccionó en el siglo XVIII. En 1745, ya existían artistas trashumantes que hablaban con pajaritos en un diálogo disparatado. También la ventriloquía era conocida y practicada en India y China.[cita requerida]
Arthur Prince, nacido en Gales en 1881 y uno de los primeros ventrílocuos modernos de los que se tienen datos, ostenta el honor de haber sido el primer ventrílocuo en beber y hablar al mismo tiempo. Fue enterrado con su títere y su esposa.[cita requerida]
El más famoso ventrílocuo que ha existido fue Edgar Bergen, un artista nacido en Chicago que se presentaba ante el público en traje de frac, en tanto que su muñeco, Charlie McCarthy, llevaba un monóculo, galera de copa y traje de etiqueta. Charlie se dedicaba a lanzar frases mordaces contra todo tipo de personas. Protagonizó diversas películas en la época dorada de Hollywood, como Charlie McCarthy Detective (1939).[cita requerida]
La personalidad de estos muñecos puede ser muy acusada, de ahí que en el caso de Bergen surgiese un problema cuando su hija, Candice Bergen, vio cómo ese hermano de madera la insultaba y estaba siempre entre ella y su padre. El muñeco tenía su cama en su cuarto y la niña se solía dormir con la vista puesta en el muñeco, que miraba el techo fijamente como un cadáver. El títere de Bergen está hoy expuesto en el Museo Smithsoniano como pieza histórica, aunque hay otras dos versiones: la segunda está en el Museum of Broadcast Communications, de Chicago, y la tercera fue comprada por el mago David Copperfield por 110.000 dólares.[cita requerida]
Hoy, algunos de los ventrílocuos más populares son Jeff Dunham, de Estados Unidos, Zillah & Totte, de Suecia, Carlos Donoso, de Venezuela, Oscar E. y Don Carlos, Neto y Titino, de México, y Paul Zerdin, ganador del programa de concursos America's Got Talent en 2015.[cita requerida], Liondy Ozoria de Republica Dominicana
En España, los dos ventrílocuos más famosos y mediáticos han sido la artista Mari Carmen Martínez-Villaseñor y el empresario y productor José Luis Moreno.
En Argentina se destaca Lisi Amondarain, quien se desempeña como cuentacuentos. En sus presentaciones la acompañan múltiples títeres, a los que da vida a través de la ventriloquía.[cita requerida]